# Maxillaria atrovinacea
Maxillaria atrovinacea är en orkidéart som beskrevs av Eric Alston Christenson. Maxillaria atrovinacea ingår i släktet Maxillaria och familjen orkidéer.
Artens utbredningsområde är Colombia. Inga underarter finns listade i Catalogue of Life.